# 茶花健太
茶花 健太（ちゃばな けんた、1975年1月16日 - ）は、日本の男性俳優、声優。広島県出身。身長186cm。演劇集団 円所属。明治大学卒業。

## 出演作品

### テレビドラマ
- その時歴史は動いた
- 科捜研の女
- 刑事 蟹沢石太郎
- MR.BRAIN
- 誘拐

### テレビアニメ
- ブレイド（2011年、ギャング、男性、ヴァンパイア）
- ダンス・ダンス・ダンスール（2022年、講師）

### 吹き替え

#### 映画
- アクシデント（フォン〈リッチー・レン〉）
- アルマゲドン2009
- ウォーロード/男たちの誓い
- 宇宙人ポール（ゾイル捜査官〈ジェイソン・ベイトマン〉）
- エアベンダー
- エベレスト 3D（マイク・グルーム）
- エンド・オブ・トゥモロー（カーク〈ジェームズ・ヴァン・ダー・ビーク〉）
- 奇人たちの晩餐会 USA（コールドウェル〈ロン・リビングストン〉）
- キャッツ & ドッグス 地球最大の肉球大戦争（シェーン〈クリス・オドネル〉）
- キャプテン・アメリカ/ザ・ファースト・アベンジャー
- クレイジー・パーティー（クレイ〈T・J・ミラー〉）
- ジュリエットからの手紙
- SUPER8/スーパーエイト（ミルナー）
- スイート16 キャンドルに願いを
- スマーフ
- 3D SEX & 禅（未央生〈葉山豪〉）
- 正義のゆくえ I.C.E.特別捜査官（ギャヴィン・コセフ〈ジム・スタージェス〉）
- タイラー・レイク -命の奪還-（サジュ〈ランディープ・フーダー〉）
- トゥルー・グリット（ムーン〈ドーナル・グリーソン〉）
- 共喰山（ウォーレン）
- トワイライト 特別篇（エメット・カレン〈ケラン・ラッツ〉、エンブリー・コール〈キオワ・ゴードン〉）※日本テレビで放送
- ナイト&デイ
- バトルシップ
- マクベス ザ・ギャングスター（バンクォー〈スティーヴ・バストーニ〉）
- みんな私に恋をする
- レッド・バロン（ロイ・ブラウン大尉〈ジョセフ・ファインズ〉）

#### ドラマ
- ER XIV 緊急救命室 #12（ジェイク・グリースン〈クリストファー・ギャレゴ〉）
- ER XV 緊急救命室 #10（ジョニー・モリス〈ケイシー・マハフィ〉）
- 女の香り（チェ・ウンソク〈オム・ギジュン〉）
- 救命医ハンク セレブ診療ファイル
- ギルモア・ガールズ
- THE KILLING/キリング（ホルク）
- グッド・ワイフ（ケイリー・アゴス〈マット・ズークリー〉）
- glee/グリー（シェーン）
- クリミナル・マインド FBI行動分析課
- コールドケース7 ザ・ファイナル
- 恋するメゾン。 〜Rainbow Rose〜
- ゴシップガール（コリン・フォレスター〈サム・ペイジ〉）
- コバート・アフェア シーズン2（キャメロン）
- 師任堂、色の日記（ミン・チヒョン〈チェ・チョロ〉）
- ザ・パシフィック（マヌエル・ロドリゲス軍曹〈ジョン・バーンサル〉）
- CSI:10 科学捜査班
- シェイムレス 俺たちに恥はない
- ジャイアント（ファン・ジョンシク）
- 主任警部アラン・バンクス
- ディフェンダーズ 闘う弁護士
- トーチウッド 人類不滅の日
- とび蹴り アチョ〜ズ!（ジェリー）
- Trying～親になるステップ～（フレディ〈オリヴァー・クリス〉)
- ナイトライダーNEXT #1（ベル〈ケヴィン・クリスティー〉）
- NUMBERS 天才数学者の事件ファイル
- ハーパーズ・アイランド 惨劇の島（ジョエル・ブース〈ショーン・ロガーソン〉）
- パスタ〜恋が出来るまで〜（クム・ソゴ）
- HAWAII FIVE-0
- 犯罪心理分析官インゲル・ヴィーク（イーサク・アーロンソン〈シーモン・J・ベリエル〉）
- プッシング・デイジー 〜恋するパイメーカー〜
- プライベート・プラクティス2 迷えるオトナたち
- ミス・マープル4 ポケットにライ麦を
- 名探偵ポワロ 複数の時計（ジェンキンス）
- 名探偵モンク7
- ユーリカ シーズン3
- リゾーリ&アイルズ ヒロインたちの捜査線（フランキー・リゾーリJr〈ジョーダン・ブリッジス〉）
- LAW & ORDER:陪審評決（ヘクター・サラザール〈カーク・アセヴェド〉[4]）
- ロマンスタウン（キム・ヨンヒ〈キム・ミンジュン〉）

#### その他
- ジ・アルティメットファイター　ヘビー級バトル（ザク・ジャクセン）

### ラジオドラマ
- FMシアター（NHK-FM）
  - アマンドラ（2005年）
  - 夕凪の街 桜の国（2006年）
  - あの恋は、檸檬のようだった（2021年）
  - 僕たちの塩田SUMMER（2021年）
  - 心得（2023年）
- 青春アドベンチャー（NHK-FM）
  - 冷凍人間の復活（2007年）
  - 毒見師イレーナ（2018年）
  - 「火喰鳥 羽州ぼろ鳶組」（2018年7月23日 - 8月3日）[5] - 伊達関 役
  - 『ディス・イズ・ザ・デイ』（2019年7月1日 - 5日）
    - 篠村兄弟の恩寵（2019年7月1日）[6]

  - イレーナの帰還（2020年）
  - 女だてら（2021年）
- 特集オーディオドラマ（NHK-FM）　
  - 祖国を想う 沖縄を想う ～ドラマ照屋敏子伝～（2010年）

### 舞台
- 永遠PART2．彼女と彼
- 現代語訳狂言　くすくすげらげらうっふっふ
- マルフィ侯爵夫人
- リア王（演出・平幹二朗）
- リチャード三世
- あいにゆくから
- まどさんのまど・まだ
- 新・近松心中物語（演出：蜷川幸雄／日生劇場ほか）
- 卒塔婆小町（国立能楽堂）
- パイがいっぱい、スパイもいっぱい
- 冬物語（演出：平幹二朗／サザンシアターほか）
- おばけリンゴ
- 青い鳥ことり、なぜなぜ青い
- あらしのよるに（シアターX　ほか）
- かもめ（演出：栗山民也／ACTシアター）